# نبرد استراسبورگ
نبرد استراسبورگ در طی جنگ فرانسه و پروس رخ داد و به پیروزی آلمانی‌ها و اسارت سربازان فرانسوی در ۲۸ سپتامبر ۱۸۷۰ میلادی انجامید.

## نتیجه جنگ
پیروزی در این نبرد به آلمانی‌ها امکان داد تا بیشتر به سوی شمال شرقی فرانسه پیشروی کنند. هدف بعدی آنان شهر بلفور بود که در نوامبر همان سال تسخیر شد.